# Sizigij
U astronomiji je sizigij (iz starogrčkog σύζυγος: "sveza, sjedinjenje") ugrubo ravna konfiguracija triju ili više nebeskih tijela u gravitacijskom sustavu. U Sunčevom su sustavu to položaji konjunkcije i opozicije planeta ili Mjeseca, odnosno položaji u kojima se Sunce, Zemlja i Mjesec ili neki planet nalaze približno na istom pravcu. Mjesec je primjerice u sizigiji kao mlađak i uštap. Za vrijeme sizigija zbivaju se pomrčine Sunca i Mjeseca, kao i tranziti planeta (prolasci preko Sunčeva diska).

## Pregled
Riječ se često koristi u odnosu na Sunce, Zemlju i Mjesec ili planet, gdje je potonji u konjunkciji ili opoziciji. Sunčeve i Mjesečeve pomrčine događaju se u vrijeme sizigija, kao i tranziti i okultacije. Izraz se često primjenjuje kad su Sunce i Mjesec u konjunkciji (mlađak) ili opoziciji (puni mjesec). 
Riječ sizigij često se koristi za opisivanje zanimljivih konfiguracija astronomskih objekata općenito. Na primjer, jedan takav slučaj dogodio se 21. ožujka 1894. oko 23:00 GMT, kad je Merkur tranzitirao preko Sunca onako kako bi se vidjelo s Venere, a Merkur i Venera istovremeno su prelazili Sunce kao što se vidi sa Saturna. Također se koristi za opisivanje situacija kada su svi planeti na istoj strani Sunca, iako nisu nužno u pravoj liniji, kao što se to dogodilo 10. ožujka 1982.
Dana 3. lipnja 2014. rover Curiosity iz misije Mars Science Laboratory na Marsu je promatrao planet Merkur koji tranzitira preko Sunca, što je prvi put da je planetarni tranzit opažen s nebeskog tijela osim Zemlje.

## Okultacije, tranziti i pomrčine
Sizigij ponekad rezultira okultacijom, tranzitom ili pomrčinom.
- Okultacija nastaje kada prividno veće tijelo prođe ispred naizgled manjeg tijela.
- Tranzit se događa kada manje tijelo prolazi ispred većeg. 
  - U kombiniranom slučaju, gdje manje tijelo redovito prelazi pored većega, okultacija se također naziva sekundarnom pomračenjem.
- Pomrčina se događa kada tijelo potpuno ili djelomično nestane iz vida, bilo oklutacijom, poput Sunčeve pomrčine, ili prelaskom u sjenu drugog tijela, kao s pomrčinom Mjeseca (tako su oba navedena na NASA-inoj stranici pomrčina).

Tranziti i okultacije Sunca Zemljinim Mjesecom nazivaju se pomrčinama Sunca bez obzira na to je li Sunce u potpunosti ili djelomično prekriveno. K tome, tranziti Sunca putem satelita planeta mogu se nazivati i pomrčinama, kao i tranziti Fobosa i Deimosa prikazani u NASA-inom fotoizvještaju JPL-a, kao što je slučaj s prolaskom satelita u sjenu planeta – oprimjereno ovom pomrčinom Fobosa. Izraz pomrčina također se koristi općenito za tijela koja prolaze jedno ispred drugoga. Na primjer, NASA-ina astronomska slika dana odnosi se na pomrčinu Mjeseca i Mjesečevo okultiranje Saturna. 

## Einsteinov prsten
Budući da gravitacija pomalo savija elektromagnetske zrake, savijaju se kad prolaze kroz tešku masu. Tako teška masa djeluje kao oblik gravitacijskog sočiva. Ako su izvor svjetlosti, difrakcijska masa i promatrač stajali u liniji, vidjet će se ono što se naziva Einsteinov prsten. 

## Varijacija plime i oseke
Sizigij uzrokuje dvomjesečne fenomene plime i oseke. Za mlađaka i punog Mjeseca Sunce i Mjesec su u sizigiju. Njihove plimne sile djeluju jedna na drugu, a ocean se uzdiže i pada niže od prosjeka. Suprotno tome, u prvoj i trećoj četvrtini Sunce i Mjesec su pod pravim kutom, tj. u kvadraturi, njihove plimne sile međusobno djeluju protivno, a raspon plima manji je od prosjeka. Promjene plime i oseke mogu se mjeriti i u Zemljinoj kori, a to može utjecati na učestalost potresa.